# 14016 Steller
14016 Steller è un asteroide della fascia principale. Scoperto nel 1994, presenta un'orbita caratterizzata da un semiasse maggiore pari a 3,0705500 UA e da un'eccentricità di 0,0469607, inclinata di 8,46290° rispetto all'eclittica.
L'asteroide è dedicato al botanico tedesco Georg Wilhelm Steller.